# وارد لامبرت
وارد لامبرت (بالإنجليزية: Ward Lambert) (و. 1888 – 1958 م) هو لاعب كرة السلة، ولاعب كرة قاعدة، ومدرب كرة سلة، ولاعب كرة قدم أمريكية، من الولايات المتحدة، ولد في ديدوود، يلعب كلاعب هجوم خلفي، توفي في لافاييت، عن عمر يناهز 70 عاماً.

## التعليم
تعلم في كلية واباش ‏.

## روابط خارجية
- وارد لامبرت على موقع قاعة المشاهير الجامعة الوطنية لكرة السلة (الإنجليزية)
- وارد لامبرت على موقع كلية كرة السلة في سبورتس رفرنس.كوم (الإنجليزية)
- وارد لامبرت على موقع قاعة داكوتا الجنوبية للمشاهير الرياضية (الإنجليزية)